# Acalypha eriophylloides
Acalypha eriophylloides é uma espécie de flor do gênero Acalypha, pertencente à família Euphorbiaceae.